# 四羰基(四氢呋喃)合铁
四羰基(四氢呋喃)合铁是一种配位化合物，化学式为C4H8OFe(CO)4。它可由五羰基铁在四氢呋喃中反应得到。它和三苯基环三膦（L）反应，可以得到η-LFe(CO)4。它和3,4-二甲基磷杂环戊二烯基三羰基锰（P）反应，可以得到PFe(CO)4。